# Де Ла Гарза, Алана
Алана Де Ла Гарза (англ. Alana de la Garza; род. 18 июня 1976, Колумбус) — американская актриса, известная по телесериалу «Закон и порядок», а также по спин-оффу этого же сериала «Закон и порядок: Лос-Анджелес».

## Биография
Алана Де Ла Гарза родилась 18 июня 1976 года, в Колумбусе, округ Франклин, Огайо, США. Отец - мексиканец, а мать - американка ирландского происхождения. Выросла в Техасе, в городе Эль-Пасо, округ Эль-Пасо.
Де Ла Гарза завоевала титул «Мисс Фотогеничность» на конкурсе красоты штата Техас. Затем она поступила в Техасский университет, где изучала физиотерапию и основы социальной работы. После окончания университета она играла небольшие эпизодические роли, пока жила в Орландо, Флорида, а позже переехала в Нью-Йорк. Далее она получила роль Розы Сантос в американской мыльной опере «Все мои дети», появилась в телесериалах «Военно-юридическая служба», «Зачарованные», «Два с половиной человека» и «Лас-Вегас». Была оценена критиками за роль Марии в сериале «Гора».
В 2005 году снялась в фильме «Мистер Всё Исправим» вместе с Дэвидом Борианазом. Также была приглашена на роль злой криптонианки в пятом сезоне сериала «Тайны Смолвиля» и снялась в сериале «C.S.I.: Место преступления Майами» канала CBS. Дважды была отмечена в онлайн галерее «Girls of Maxim».
В 2006 году присоединилась к актёрскому составу семнадцатого сезона сериала «Закон и порядок» канала NBC, в котором исполнила роль Конни Рубиросы, помощницы окружного прокурора. За эту роль актриса также заслужила похвалы критиков.
В 2007 году она была номинирована на премию Imagen Foundation Awards в категории «Лучшая женская роль второго плана на телевидении». В 2008 году получила номинацию на премию ALMA как «Выдающаяся актриса второго плана в драматическом телесериале». В том же году получила премию «Impact Award» за «Выдающееся исполнение в драматическом телесериале». Алана играла Рубиросу последние четыре сезона сериала «Закон и порядок». Также в 2008 году она стала новым лицом косметики Garnier Nutritioniste.
В январе 2011 году стало известно, что Де Ла Гарза возвращается с ролью Рубиросы в сериал «Закон и порядок», а 13 мая 2011 года NBC объявил об отмене шоу.
В 2014 году Де Ла Гарза получила ведущую женскую роль в сериале ABC «Вечность».

## Личная жизнь
С 31 мая 2008 года Алана замужем за писателем Майклом Робертсом. У супругов двое детей — сын Киран Томас Робертс (род. 28.09.2010) и дочь Лив Элена Робертс (род. 07.07.2013).

## Фильмография
| Год       |    | Русское название                    | Оригинальное название             | Роль                        |
| --------- | -- | ----------------------------------- | --------------------------------- | --------------------------- |
| 1999      | ф  | Смертельная битва: Завоевание       | Mortal Kombat: Conquest           | Элла                        |
| 2001—2001 | с  | Все мои дети                        | All my children                   | Роза Сантос                 |
| 2002      | ф  | Bending All the Rules               | Bending All the Rules             | женщина заказывающая снимок |
| 2003—2003 | с  | Военно-юридическая служба           | JAG                               | Мария Елена                 |
| 2003—2003 | мс | Лас-Вегас                           | Las Vegas                         | Шелли                       |
| 2004      | ф  | Segundo, El                         | Segundo, El                       | Делисия                     |
| 2004—2004 | с  | Два с половиной человека            | Two and a Half Men                | Кристал                     |
| 2004      | ф  | Daytime's Greatest Weddings         | Daytime's Greatest Weddings       | Роза Сантос                 |
| 2004—2005 | с  | Гора                                | The Mountain                      | Мария Сирано                |
| 2005      | ф  | Mr. Dramatic                        | Mr. Dramatic                      |                             |
| 2005—2005 | с  | Тайны Смолвиля                      | Smallville                        | Аетур                       |
| 2005—2005 | с  | Зачарованные                        | Charmed                           | Сильвия                     |
| 2006—2006 | с  | The Book of Daniel                  | The Book of Daniel                | Джеси Гилмор                |
| 2005—2011 | с  | C.S.I.: Место преступления Майами   | CSI: Miami                        | Marisol Delko Caine         |
| 2006      | ф  | Мистер Все Исправим                 | Mr. Fix It                        | София                       |
| 2006—2010 | с  | Закон и порядок                     | Law & Order                       | Конни Рубироса              |
| 2011—2011 | с  | Закон и порядок: Лос-Анджелес       | Law & Order: LA                   | Конни Рубироса              |
| 2013      | с  | Не навреди                          | Do No Harm                        | доктор Лена Солис           |
| 2013      | ф  | Are You Here                        | Are You Here                      | Виктория Риолобос           |
| 2014      | с  | Закон и порядок: Специальный корпус | Law & Order: Special Victims Unit | Конни Рубироса              |
| 2014—2015 | с  | Вечность                            | Forever                           | Джо Мартинес                |
| 2014—2015 | с  | Скорпион                            | Scorpion                          | Адриана Малина              |
| 2016—2017 | с  | Мыслить как преступник: За границей | Criminal Minds: Beyond Borders    | Клара Сегер                 |
| 2019—н.в  | с  | ФБР                                 | FBI                               | Изабель Кастиль             |